# Jantarne (obwód chersoński)
Jantarne (ukr. Янтарне) – przysiółek na południu Ukrainy, w obwodzie chersońskim, w rejonie biłozerskim. Położony w rejonie deltowego ujścia Dniepru. Jantarne liczy 199 mieszkańców.